# Plectris tacoma
Plectris tacoma är en skalbaggsart som beskrevs av Smith 2008. Plectris tacoma ingår i släktet Plectris och familjen Melolonthidae. Inga underarter finns listade i Catalogue of Life.